# Platyxanthus crenulatus
Platyxanthus crenulatus is een krabbensoort uit de familie van de Platyxanthidae. De wetenschappelijke naam van de soort is voor het eerst geldig gepubliceerd in 1879 door A. Milne-Edwards.